# Prokris

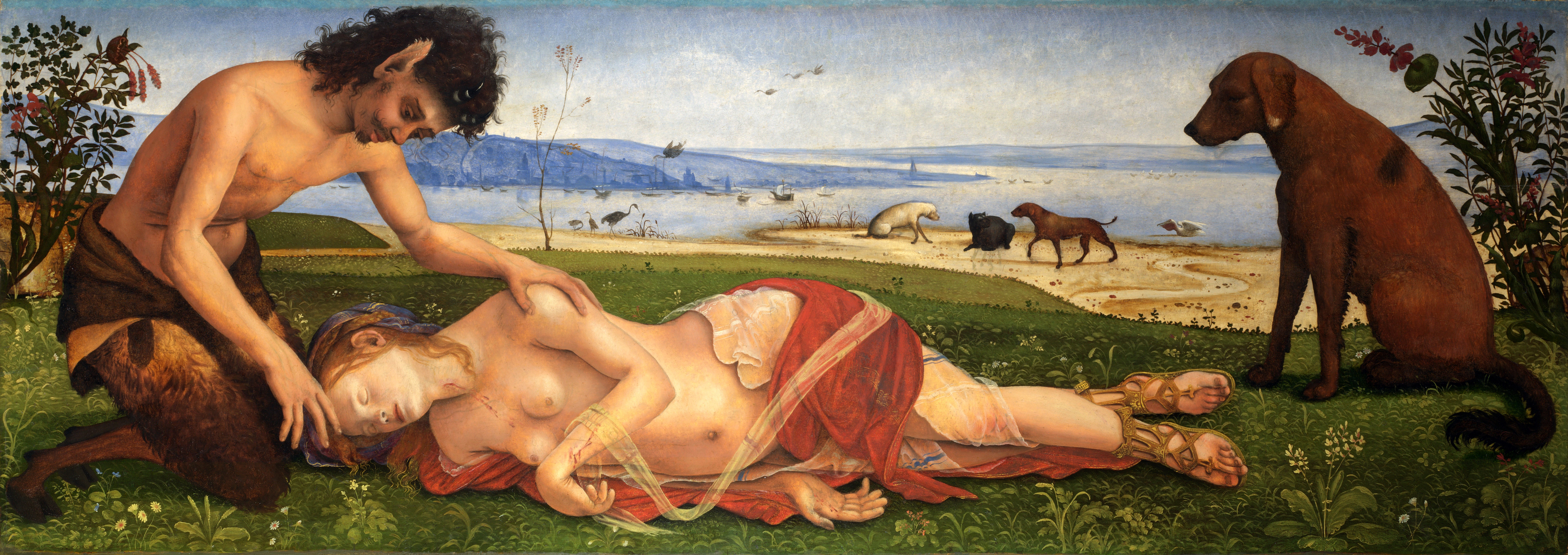
De dood van Prokris.

Prokris (Oudgrieks: Πρόκρις) is een vrouw uit de Griekse mythologie.
Ze was een dochter van Erechtheus, en de echtgenote van Kephalos. Hoewel ze heel veel van Kephalos hield, won Pteleon haar voor zich door haar een vervloekte kroon te geven. Toen Kephalos de affaire ontdekte, vluchtte Prokris naar koning Minos van Kreta. Deze werd verliefd op haar en probeerde haar te verleiden, maar zijn vrouw had een vloek over hem uitgesproken: zodra hij een andere vrouw zou beminnen, zou hij schorpioenen en slangen voortbrengen, die zijn minnares zouden doden. Prokris genas hem van deze vloek met een kruid dat ze van de tovenares Kirke had gekregen. In ruil voor dit kruid kreeg Prokris van Minos Laelaps, een hond die nooit zijn prooi liet gaan en een speer die nooit zijn doel miste. Prokris keerde terug naar Athene, waar ze zich verzoende met Kephalos. 
Ze hielden zoveel van elkaar, dat ze zwoeren nooit een ander te hebben. Toen Kephalos ging jagen in de bergen, kreeg hij het warm en riep hij de wind aan. Een dienaar, die zelf verliefd was op de mooie Prokris, hoorde hem echter roepen:' Aura, Aura verkwik mij!' De dienaar dacht dat hij een minnares riep en vertelde het aan Prokris. Ze wilde hem niet geloven, maar omdat hij zo aandrong, besloot ze Kephalos te volgen naar de bergen. Weer kreeg Kephalos het warm en riep hij naar de wind :' Aura, Aura, verkwik me! ' Toen Prokris dat hoorde, stootte ze een jammerklacht uit. Kephalos, die dacht dat hij een wild dier hoorde, schoot Prokris, die in de struiken verborgen zat, neer. Toen hij zijn geliefde dood aantrof, knielde hij al huilend bij haar neer en boog zich naar haar toe. Prokris fluisterde in zijn oor :'Beloof me dat je nooit met Aura ons echtelijke bed deelt.' Toen pas begreep Kephalos dat Prokris dacht dat hij een ander had. Hij legde haar alles uit, vlak daarna stierf ze. Kephalos had daar zoveel verdriet over, dat hij zei: 'Ik kan alleen leven met Prokris, nu zij er niet meer is, kan ik niet meer leven.' Daarop stortte hij van de rotsen, met de dode Prokris nog in zijn armen.